# Claudio Guajardo
Claudio Guajardo Oyarce (23 de noviembre de 1971 - Río Claro, 10 de septiembre de 2016) fue un político chileno. Fue elegido en dos ocasiones como alcalde de la comuna de Río Claro, en la región del Maule.

## Biografía
Nació el 23 de noviembre de 1971 en la región del Maule. Jugó como portero en los equipos de Curicó Unido y Deportes Linares. Tras retirarse, estudió Ingeniería en Administración Municipal en la Universidad de Los Lagos.
Falleció la madrugada del 10 de septiembre de 2016 en un accidente automovilístico.

## Carrera política
Desarrolló toda su carrera política en la comuna de Río Claro: en 2004 fue elegido como concejal, 2008 fue elegido como alcalde de la comuna y reelecto en 2012, en ambas ocasiones con un amplio margen sobre sus adversarios. Fue integrante del partido Renovación Nacional.
En 2012 presidió la Asociación de Municipales de la región del Maule.
43 días después de su fallecimiento, Guajardo volvió a ganar las elecciones municipales de octubre de 2016. En su lugar asumió su hermano, Américo Guajardo.